# سرطان پستان سه‌گانه-منفی
سرطان پستان سه‌گانه-منفی (به انگلیسی: Triple-negative breast cancer) یا به اختصار TNBC به هر گونه سرطان پستان گفته می‌شود که فاقد گیرنده استروژن (ER)، گیرنده پروژسترون (PR) و HER2/neu باشد. درمان این نوع سرطان مشکل‌تر است، چرا که بیشتر درمان‌های هورمونی، یکی از سه گیرندهٔ یادشده را هدف قرار می‌دهد (که موجود نیست) و در نتیجه این سرطان نیازمند «درمان‌های ترکیبی چند دارویی» است. گاهی از عبارت سه‌گانه-منفی به‌جای عبارت شبه‌پایه‌ای (basal-like) استفاده می‌شود، اما با این حال استفاده از یک طبقه‌بندی دقیق، به ارائه درمان بهتر و پیش‌بینی درست‌تر پیش‌آگهی کمک می‌کند.
سرطان پستان سه‌گانه-منفی از تعداد زیادی سرطان ناهمگون تشکیل شده‌است و اطلاعات متناقضی دربارهٔ پیش‌آگهی هر یک از اینها در دست است، اما به نظر می‌رسد که شاخص پیش‌آگهی ناتینگهام معتبر باشد و بنابر آن، پیش‌آگهی این نوع سرطان تقریباً مشابه سایر انواع سرطان پستان است و تنها نیازمند درمان‌های تهاجمی‌تر هستند. برخی از انواع سرطان‌های سه‌گانه-منفی، رفتار تهاجمی‌تری دارند و پیش‌آگهی‌شان ضعیف است، اما برخی دیگر از انواع آن مشابه با سرطان‌های پستان وابسته به هورمون یا حتی بهتر از آنها هستند. از میان کل مبتلایان به سرطان پستان، تنها ۱۵ تا ۲۰٪ سه‌گانه-منفی هستند. این نوع سرطان بیشتر در زنان جوان‌تر و آنهایی دیده می‌شود که دچار جهش در ژن BRCA1 شده‌اند. داده‌های گردآوری‌شده از تمامی زیرگروه‌های سرطان سه‌گانه-منفی نشان می‌دهد که با یک درمان مناسب و بهینه، میزان بقای ۲۰ سالهٔ این بیماران بسیار نزدیک به مبتلایان به نوع وابسته به هورمون است.
الگوی عود سرطان پستان سه‌گانه-منفی بسیار متفاوت از عود سرطان‌های وابسته به هورمون است. احتمال عود در ۳ تا ۵ سال اول بسیار بالاتر است، اما پس از آن به‌شدت افت می‌کند و حتی کمتر از سرطان‌های وابسته به هورمون می‌گردد. این الگوی عود بیماری دربارهٔ تمامی زیرگروه‌های سه‌گانه-منفی صدق می‌کند و داده‌های آماری کافی از آنها در دست است؛ اما میزان بقا و عود مطلق هر یک از این زیرگروه‌ها با یکدیگر متفاوت است.

## علت
یکی از دلایل شناخته شدهٔ سرطان پستان سه‌گانه-منفی جهش‌های سلول‌های زایا (germline mutations) است. اینها شامل تغییراتی در ژن‌هاست که قابل انتقال به فرزند و نسل بعدی است. ۱۵٪ از سرطان پستان سه‌گانه-منفی دچار جهش سلول‌های زایا هستند که در ژن‌های BRCA1 و BRCA2 رخ می‌دهد. به سبب نقش این ژن‌ها در سرطان‌های پستان، تخمدان، لوزالمعده و پروستات، آنها را یکی از عوامل خطرساز سرطان پستان سه‌گانه-منفی می‌دانند. جهش در جایگاه کروموزومی MDM4 واقع بر بازوی کوتاه کروموزوم ۱۹ نیز احتمالاً با بروز این نوع خاص از سرطان پستان مرتبط است. به همین سبب می‌توان سه‌گانه-منفی را الگوی خاصش در تغییرات سلول‌های زایا از سایر انواع سرطان پستان تشخیص داد.

## طبقه‌بندی
سرطان پستان سه‌گانه-منفی را گاهی به «نوع پایه‌ای» و انواع دیگر تقسیم‌بندی می‌کنند، اما هنوز مدل و الگوی استاندارد طبقه‌بندی وجود ندارد. نوع پایه‌ای از طریق رنگ‌آمیزی‌های سیتوکراتین ۵/۶ و گیرنده فاکتور رشد اپیدرمی تعیین می‌شود، اما هیچگونه شاخصهٔ تعریفی یا مقادیر مشخص برای آن تعیین نشده‌است. حدود ۷۵٪ سرطان‌های «پایه‌ای» پستان از نوع سه‌گانه-منفی هستند.
در برخی از سرطان‌های سه‌گانه-منفی، گیرنده فاکتور رشد اپیدرمی یا گلیکوپروتئین تراغشایی ان‌ام‌بی بیش از حد بیان می‌شوند.
در مطالعات بافت‌شناسی، تومورهای سه‌گانه-منفی بیشتر شامل گروه‌های «کارسینوم ترشحی» یا کارسینوم آدنوئید سیستیک (هر دو قدرت تهاجمی کمتری دارند)، کارسینوم مدولاری و «کارسینوم مجرایی تهاجمی درجهٔ ۳» (بدون زیرگروه خاص) و سرطان‌های به‌شدت متاستازدهنده می‌گردند. کارسینوم مدولاری بیشتر در زنان جوان دیده می‌شود و معمولاً با ژن BRCA1 در ارتباط است.
انواع نادر سرطان پستان سه‌گانه نیز شامل کارسینوم غده آپوکرین و کارسینوم سلول سنگفرشی است. سرطان‌های التهابی پستان نیز در بیشتر موارد، سه‌گانه-منفی هستند.
پژوهش‌گران مشغول مطالعه بر روی کاویئولین ۱، کاویئولین ۲ و سوروایوین هستند تا از آنها به‌عنوان ابزار طبقه‌بندی یا عوامل پیش‌بینی‌کنندهٔ پیش‌آگهی استفاده کنند.
امروزه سرطان پستان سه‌گانه-منفی را با استفاده از تحلیل تلفیقی داده‌های ژنی سرطان (شمارهٔ نسخهٔ دی‌ان‌ای، دی‌ان‌ای متیلاسیون و آران‌ای پیام‌رسان)، داده‌های مربوط به تعامل پروتئین-پروتئین (PPI) از منظر پیش‌آگهی بیماری و همچنین شبکه‌های فرعی مهم سلولی (مثلاً یوبیکوتین/پروتئازوم، سامانه کمپلمان، اثر واربورگ در ارتباط با سوخت‌وساز، تبادلات سطحی دستگاه گلژی/شبکه آندوپلاسمی، رونویسی ژنی) طبقه‌بندی می‌کنند که در پیش‌بینی میزان بقای بیمار بسیار کارآمد هستند.

## درمان
درمان استاندارد این سرطان، جراحی و شیمی‌درمانی ادجوانت (پس از جراحی) و پرتودرمانی است. یک روش دیگر، استفاده از شیمی‌درمانی نئو ادجوانت (پیش از جراحی) است، چرا که این سرطان‌ها حساسیت زیادی به رژیم‌های دارویی با پایهٔ پلاتین دارند و بدین ترتیب می‌توان اندازهٔ تومور را کوچک و بخش بیشتری از پستان را طی جراحی حفظ کرد. علاوه بر آن طی شیمی‌درمانی نئو ادجوانت، می‌توان اطلاعات مهمی از میزان پاسخ‌دهی دارویی سرطان‌های خاص در هر فرد به‌دست‌آورد. با این حال، افزایش احتمال حفظ پستان تنها در ۱۰–۱۵٪ بیماران حاصل می‌شود و آنچه مهم‌تر است، همان اطلاعاتی است که دربارهٔ پاسخ به درمان آن فرد به‌دست می‌آید.
در مجموع، سرطان‌های پستان سه‌گانه-منفی بسیار نسبت به شیمی‌درمانی آسیب‌پذیر هستند. البته در برخی افراد، میزان پاسخ‌دهی کامل تومور به درمان، ارتباطی با میزان بقای نهایی و کلی او ندارد و به‌همین دلیل یافتن یک درمان مناسب و بهینه، گاهی بسیار پیچیده و دشوار است. افزون یک داروی تاکسان به رژیم سیم‌درمانی، عواقب بیماری را به طرز چشمگیری ارتقا می‌دهد.
سرطان‌های پستان سه‌گانه-منفی وابسته به ژن BRCA1 به شیمی‌درمانی با رژیم‌های با پایه پلاتین و تاکسان‌ها حساس و آسیب‌پذیر هستند.
با آنکه جهش در ژن‌های واحد به تنهایی قادر به پیش‌بینی عاقبت بیماری نیست، اما آن تومورهایی که جهش ژنی در مسیرهای مولکولی گیرنده آندروژن (AR) و پروتئین FOXA1 دارند، آسیب‌پذیری فراوانی نسبت به شیمی‌درمانی دارند. جهش در این مسیرهای «AR/FOXA1» می‌تواند به عنوان یک نشانگر نوین در تعیین میزان حساسیت به رژیم‌های استاندارد کنونی شیمی‌درمانی به کار رود. جهش‌هایی که سطح آران‌ای BRCA1 یا BRCA2 را پائین می‌آورند، به‌شدت احتمال بقای بیمار را افزایش می‌دهند. این کمبود BRCA نوع جدیدی از زیرگروه‌های سرطان سه‌گانه-منفی است که به‌شدت به شیمی‌درمانی حساس است. تومورهای سه‌گانه-منفی با کمبود BRCA دارای نرخ بالاتری از بار جهش کلونال هستند که تعریفش حضور دسته‌جات سلول‌های سرطانی است که در درون هر دسته (کلون) نیز تعداد جهش‌های ژنی فراوان است. این نوع خاص، دستگاه ایمنی بدن را به میزان بیشتری فعال می‌کند و شاید علت حساسیت زیاد آن به داروهای شیمی‌درمانی نیز همین باشد.
داروی جدید سَـسیتوزومَـب گوویتیکان یک پادتن ضد تروپ-۲ است که به مولکول اس‌ان-۳۸ متصل و توسط شرکت دارویی گیلیاد ساخته شده‌است. این دارو در ۲۲ آوریل ۲۰۲۰ از سوی سازمان غذا و داروی آمریکا جهت درمان سرطان پستان سه‌گانه-منفی متاستازداده، مورد تأیید واقع شد. سازمان غذا و داروی آمریکا قبلاً به این دارو، وضعیت‌های «اولویت بررسی»، «درمان موفقیت‌آمیز غیرمنتظره» و «بررسی سریع» داده بود.

## همه‌گیری‌شناسی
سرطان‌های پستان سه‌گانه-منفی در حدود ۱۵ تا ۲۵٪ را تشکیل می‌دهند و این نسبت در تمامی گروه‌های سنی تقریباً یکسان است. زنان جوان‌تر، میزان بیشتری از سرطان‌های انواع «پایه‌ای» یا «وابسته به BRCA» را دارند و در زنان مسن‌تر، سرطان بیشتر از نوع «آپوکرین»، «شبه طبیعی» و برخی انواع نادرتر همچون «نوروآندوکرین» است.
مطابق پژوهشی که در ایالات متحده آمریکا صورت پذیرفته‌است، زنان سیاه‌پوستِ آفریقایی‌تبار و زنان لاتین احتمال بیشتری در ابتلا به سه‌گانه-منفی دارند و پیش‌آگهی بیماری در زنان سیاه‌پوست نسبت به سایر نژادها از همه بدتر است.
در سال ۲۰۰۹ میلادی، طی یک مطالعه موردشاهدی در ۱۸۷ نفر از مبتلایان به سرطان پستان سه‌گانه-منفی، اعلام شد که احتمال بروز این سرطان در زنانی که بیش از یک سال از قرص ضدبارداری خوراکی استفاده کرده‌اند، ۲٫۵ برابر زنانی است که کمتر از یک سال از قرص ضدبارداری استفاده نموده‌اند. احتمال بروز این سرطان خاص در زنان کمتر از ۴۰ سال که به مدت بیش از یک سال قرص ضدبارداری خورده بودند، ۴٫۲ برابر بود، حال آنکه در زنان ۴۱ سال تا ۴۵ سال، هیچگونه افزایش خطری مشاهده نشد. به‌طور کلی، هرچه مدت مصرف قرص ضدبارداری خوراکی طولانی‌تر باشد، احتمال بروز سرطان پستان سه‌گانه-منفی بیشتر بود.

## پژوهش‌های پیش‌بالینی و گمانه‌زنی‌ها
در بررسی‌های انجام شده توسط برش‌نگاری با گسیل پوزیترون، به‌طور میانگین، سرطان‌های پستان سه‌گانه-منفی میزان بازجذب فلودئوکسی گلوکوز ۱۸ اِف (FDG) بیشتری در مقایسه با تومورهای ER+/PR+/HER2- دارند (که با اندازه‌گیری مقادیر SUVmax سنجیده می‌شود). احتمال می‌رود که دلیلِ ماهیت تهاجمی این تومورها، قدرت زیادترشان در گلیکولیز باشد.
داروی ضد دیابت متفورمین امیدواری‌هایی در درمان سرطان پستان سه‌گانه-منفی ایجاد نموده‌است. این دارو ممکن است سلول‌های سرطانی را به‌طور غیر مستقیم (با واسطهٔ انسولین) تحت تأثیر قرار داده یا آنکه به‌طور مستقیم تکثیر سلولی و آپوپتوز را متأثر سازد. مطالعات اپیدمیولوژیک و پیش‌بالینی نشان داده که متفورمین، دست‌کم از دو طریق، اثر ضد سرطانی دارد که هر دو روش سبب فعال شدن AMPK می‌گردد. در سال ۲۰۰۹ یک کارآزمایی بالینی بزرگ فاز ۳ برای استفاده از متفورمین در شیمی‌درمانی ادجوانت سرطان پستان ترتیب داده شده بود.
سرطان‌های پستان سه‌گانه-منفی وابسته به گلوتاتیون-اس-ترانسفراز پی ۱ هستند و یک داروی مهارکننده آن (LAS17)، نتایج امیدوارکننده‌ای در مطالعات پیش‌بالینی از خود نشان داده‌است.